# Armorial des communes du Pas-de-Calais

Blason du Pas-de-Calais.

L'armorial des communes du Pas de Calais en raison de sa taille est subdivisé en quatre pages :
- Armorial des communes du Pas-de-Calais (A-C)
- Armorial des communes du Pas-de-Calais (D-H)
- Armorial des communes du Pas-de-Calais (I-P)
- Armorial des communes du Pas-de-Calais (Q-Z)

L'ensemble de ces quatre pages donne les armoiries (figures et blasonnements) des communes et des anciennes communes du Pas-de-Calais.
Seules les communes d'Estrée-Blanche et de Nortkerque ne disposent pas d'armoiries.